# 仁友客運
仁友汽車客運股份有限公司，簡稱仁友客運，為台灣愛巴士交通聯盟旗下的一家子公司。於1976年12月31日成立。主要經營臺中市公車。
早期台中市區公車主要由台中客運及仁友客運經營，寡佔市場下，業者吝於更新車輛，服務效率也低落。仁友客運主要的總站聚集於綠川側，主要路線為市區往西屯方向及往大坑方向。
目前仁友客運旗下全車系皆採用中國宇通ZK6128HG低地板公車車輛，是中台灣少數廠牌單一化之業者。

## 歷史

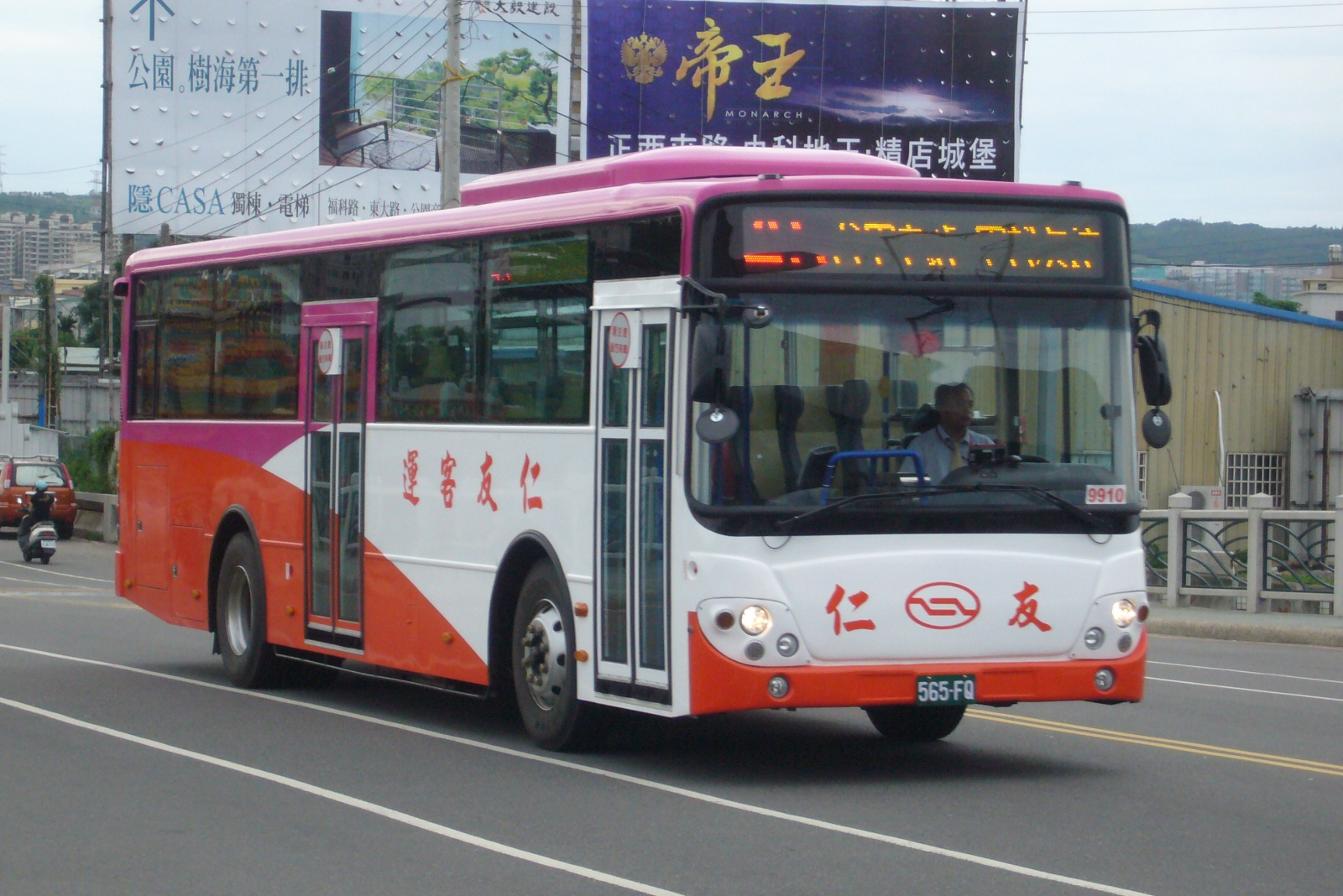
仁友客運成為台灣愛巴士交通聯盟子公司前的塗裝

### 2013年
- 2013年4月17日：因應仁友客運財務狀況吃緊而造成發車異常，除21路、30路、45路、105路之外，其餘路線分別由台中客運、全航客運、豐榮客運、豐原客運、彰化客運代駛。[2]
- 2013年4月29日：仁友客運保留21路、30路、45路、105路，其餘路線釋出，臺中市政府交通局已公告開放申請，新業者預計於5月7日評選，在新經營業者未籌備完成前，代駛措施將持續。[3]
- 2013年6月1日：仁友客運因財務問題釋出的路線將正式由其他業者接駛，1、20、25、31、37、125路由中台灣客運接駛；29、72路由台中客運接駛；40、48、89路由豐榮客運接駛。[4]
- 2013年9月1日：調整21路、30路、45路、105路發車時刻，其中21路與105路增加班次。
- 2013年12月1日：調整30路行駛路線及發車時刻。
- 2013年12月16日：調整45路、105路發車時刻。

### 2014年
- 2014年7月25日：283路試營運一週。
- 2014年8月1日：283路正式通車。
- 2014年11月1日：123路正式通車。

### 2015年
- 2015年6月15日：32路正式通車。
- 2015年10月1日：接駛彰化客運52路。

### 2016年
- 2016年2月1日：123路港區藝術中心端延駛到梧棲觀光魚港。
- 2016年5月1日：接駛中台灣客運358路。
- 2016年7月1日：接駛台中快捷巴士公司617路。
- 2016年8月1日：21路與台中客運16路、中台灣客運31路整併。[5]
- 2016年10月1日：617路轉讓中鹿客運營運。

### 2017年
- 2017年3月25日：19路正式通車。

### 2018年
- 2018年12月9日：123路轉讓中鹿客運營運。
- 2018年12月16日：45路轉讓中鹿客運營運。
- 2018年12月23日：105路與中鹿客運共同營運。

### 2019年
- 2019年10月15日：21路及52路轉讓中鹿客運營運。

### 2020年
- 2020年2月11日：19路軍福公園端延駛到慈濟醫院。

### 2022年
- 2022年12月1日：19、30、32、358由中鹿客運代駛。

### 2023年
- 2023年4月30日：大部分班次退出台中市公車。
- 2023年5月1日：283路由中鹿客運代駛。

### 2024年
- 2024年7月1日：30由中鹿客運接駛。
- 2024年10月1日：32、283、358由中鹿客運接駛。

## 營運路線

### 臺中市公車
- 紅色 為一般路線（紅底為即將停駛路線）； 綠底綠色 為尚未通車路線；褐色為特定時間增開之 區間車 （页面存档备份，存于）[6]；一車雙機為所有車門皆有裝設刷卡機[7]，部分路線亦提供Wi-Fi連線服務
- 目前臺中市民使用悠遊卡、一卡通搭乘台中市公車享有刷卡10公里免費，且全票、半票票價上限10元之優惠。

| 路線編碼 | 營運區間                             | 備註 |
| -------- | ------------------------------------ | --- |
| 19       | 慈濟醫院－旱溪－國立臺灣美術館       | 旱溪幹線，經軍福公園、葳格高中、育英國中、新建國市場、大智公園、中興大學、大墩文化中心。由中鹿客運接駛 全線配置低底盤無障礙公車                                                                 |
| 30       | 中台新村－第一廣場－中台新村         | 南屯幹線，經嶺東科技大學、嶺東高中、靜和醫院、台中教育大學、台中醫院、第二市場、仁愛醫院、大墩文化中心。由中鹿客運接駛 全線配置低底盤無障礙公車                                                 |
| 30延     | 臺中區監理所－第一廣場－臺中區監理所 | 延駛至臺中區監理所、望高寮、動物之家南屯園區。目前由中鹿客運代駛 |
| 32       | 大鵬新城－東英二街長福路口           | 經育英國中、明功堂醫院、臺中車站、臺中州廳、台中醫院、臺中教育大學、中山堂、中國醫藥大學、曉明女中、天津路商圈、水湳市場 。由中鹿客運接駛全線部分低底盤無障礙公車                               |
| 283      | 省議會－國光橋                       | 經霧峰、五福、四德、北柳、大里高中、大里仁愛醫院。由中鹿客運接駛 |
| 358      | 仁友停車場－文修停車場               | 2021年5月10日返程起點改至集福堂 經文山國小、黎明新村、臺中國家歌劇院、台中市立圖書館李科永紀念分館、老虎城、逢甲大學、僑光科技大學、逢甲大學。由中鹿客運接駛。 全線配置低底盤無障礙公車         |
| 358延    | 臺中區監理所（遊園路）－文修停車場   | 2021年5月10日返程起點改至集福堂 經望高寮、文山國小、黎明新村、臺中國家歌劇院、台中市立圖書館李科永紀念分館、老虎城、逢甲大學、僑光科技大學、逢甲大學。由中鹿客運接駛。 全線配置低底盤無障礙公車 |

## 已停駛路線

### 臺中市公車
| 路線編碼 | 營運區間                             |
| -------- | ------------------------------------ |
| 2        | 仁友東站－亞哥花園                   |
| 10       | 仁友東站－知高－嶺東科技大學         |
| 22       | 仁友東站－植物園－僑光科技大學       |
| 36       | 仁友東站－逢甲大學－東海大學         |
| 38       | 仁友東站─台中都會公園                |
| 42       | 嶺東科技大學（少年觀護所）－中科友達 |
| 43       | 綠川東站－勤益科技大學               |
| 46       | 仁友東站－逢甲大學－八張犁           |
| 125      | 逢甲大學－高鐵台中站                 |

### 公路客運
| 路線編碼 | 營運區間                                             | 備註                                                  |
| -------- | ---------------------------------------------------- | ----------------------------------------------------- |
| 6205     | 四張犁－龍井                                         | 2011年1月1日改制臺中市公車105                         |
| 6210     | 僑光科技大學－高鐵臺中站                             | 2011年1月1日改制臺中市公車125                         |
| 6215     | 台中─西湖渡假村─三義（行經台中交流道、月眉育樂世界） | 2011年6月7日停駛                                      |
| 6225     | 台中─中山高速公路─斗六─劍湖山世界                    | 2011年6月7日停駛                                      |
| 6235     | 仁友東站—九族文化村                                  | 部分班次行駛國道六號或延駛至日月潭 2015年10月21日停駛 |
| 6361     | 巨業沙鹿站－高鐵臺中站－巨業臺中站                   | 曾與巨業交通聯營 2012年2月1日併入6361                 |

## 圖片集

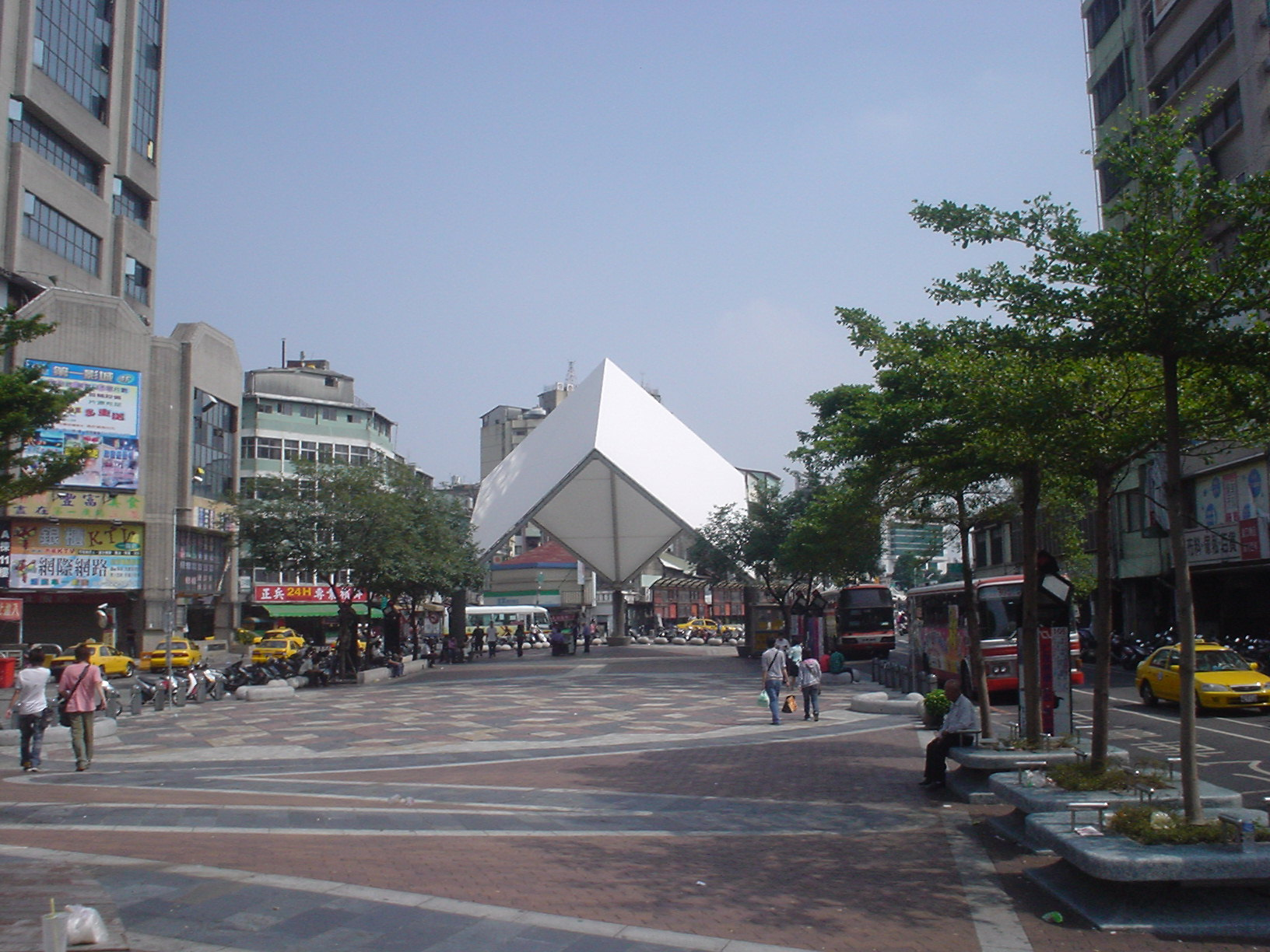
仁友客運仁友東站（已拆除）
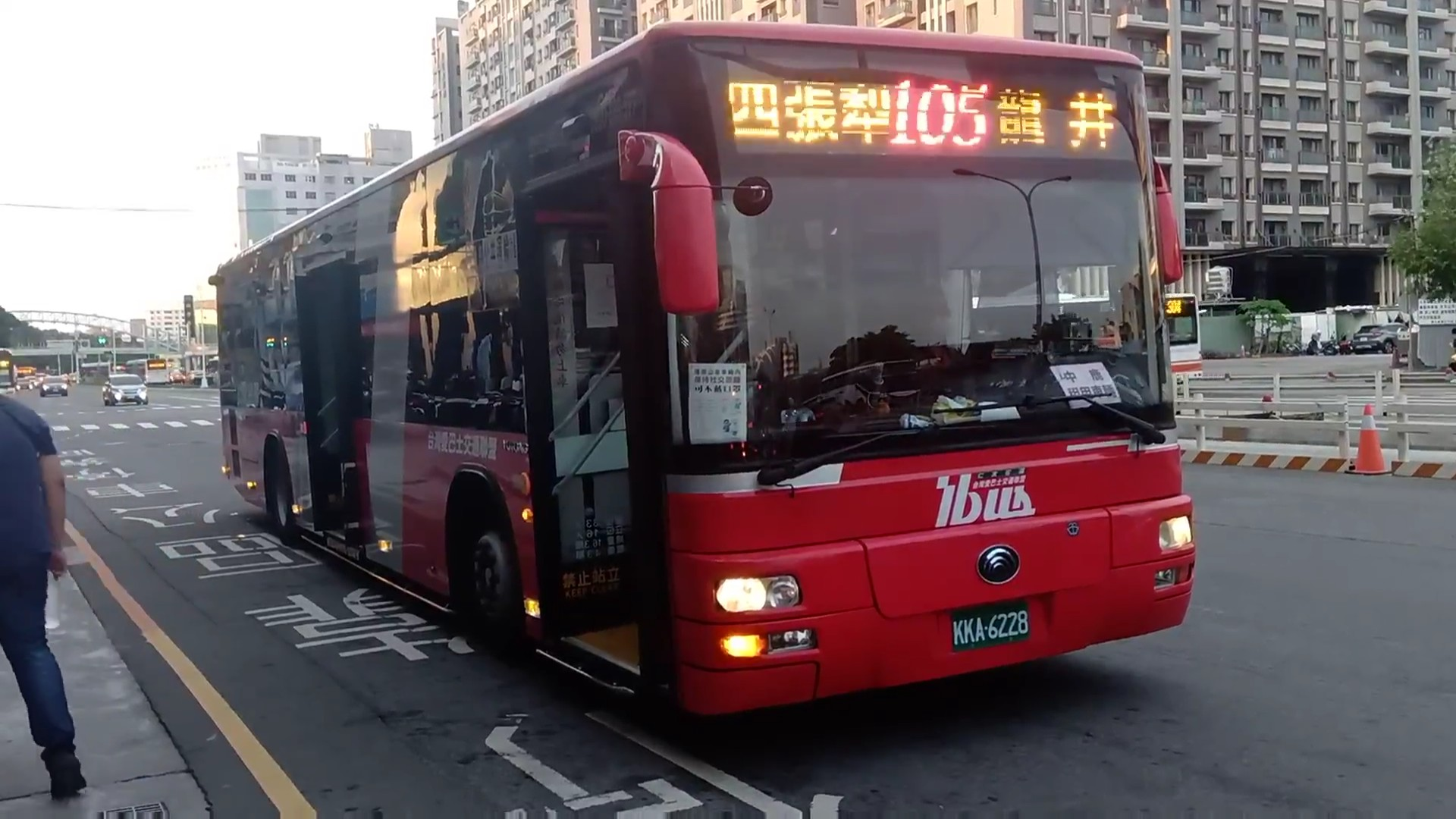
仁友客運 KKA-6228 行駛105路
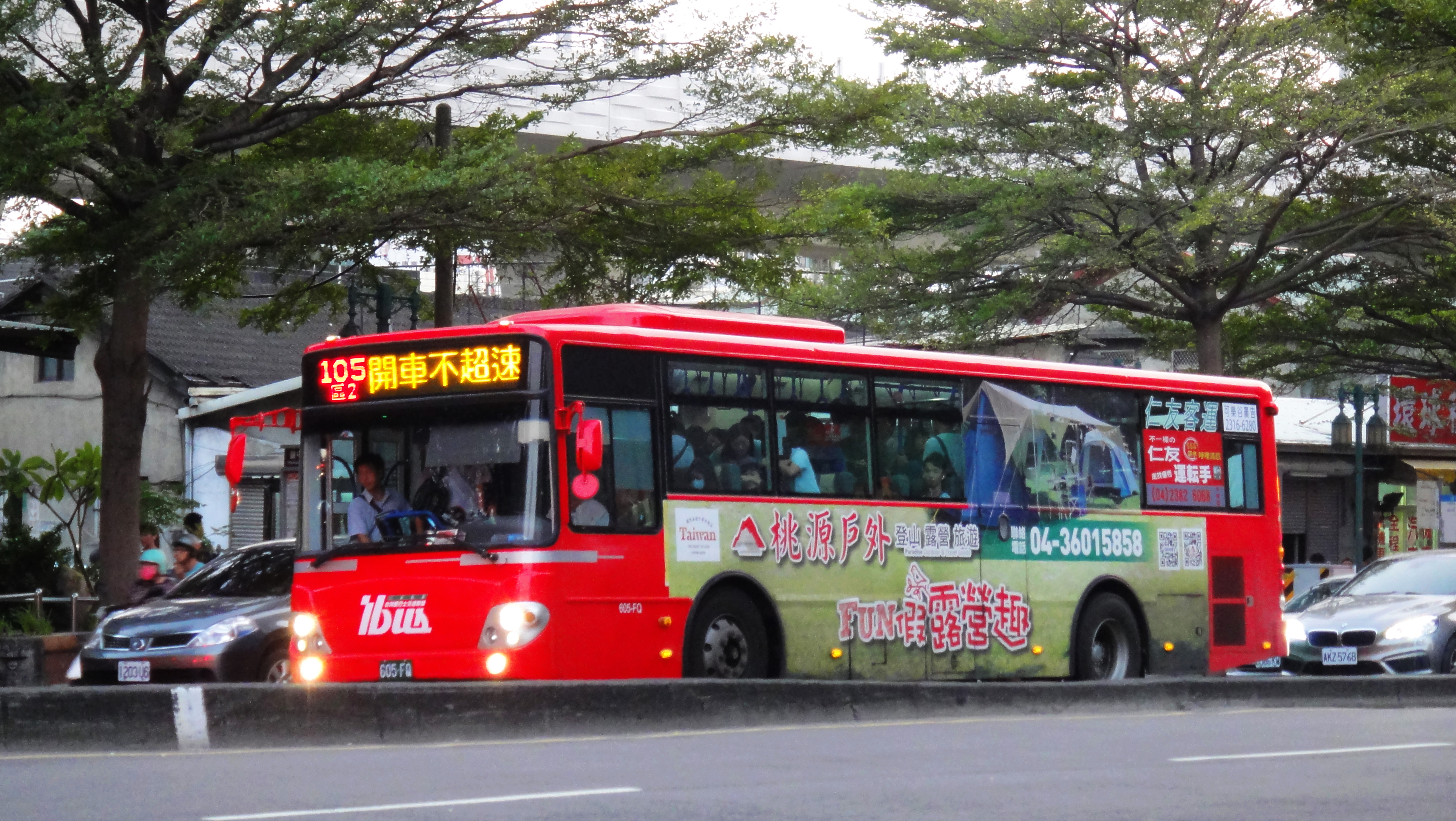
仁友客運 605-FQ 行駛105區2路
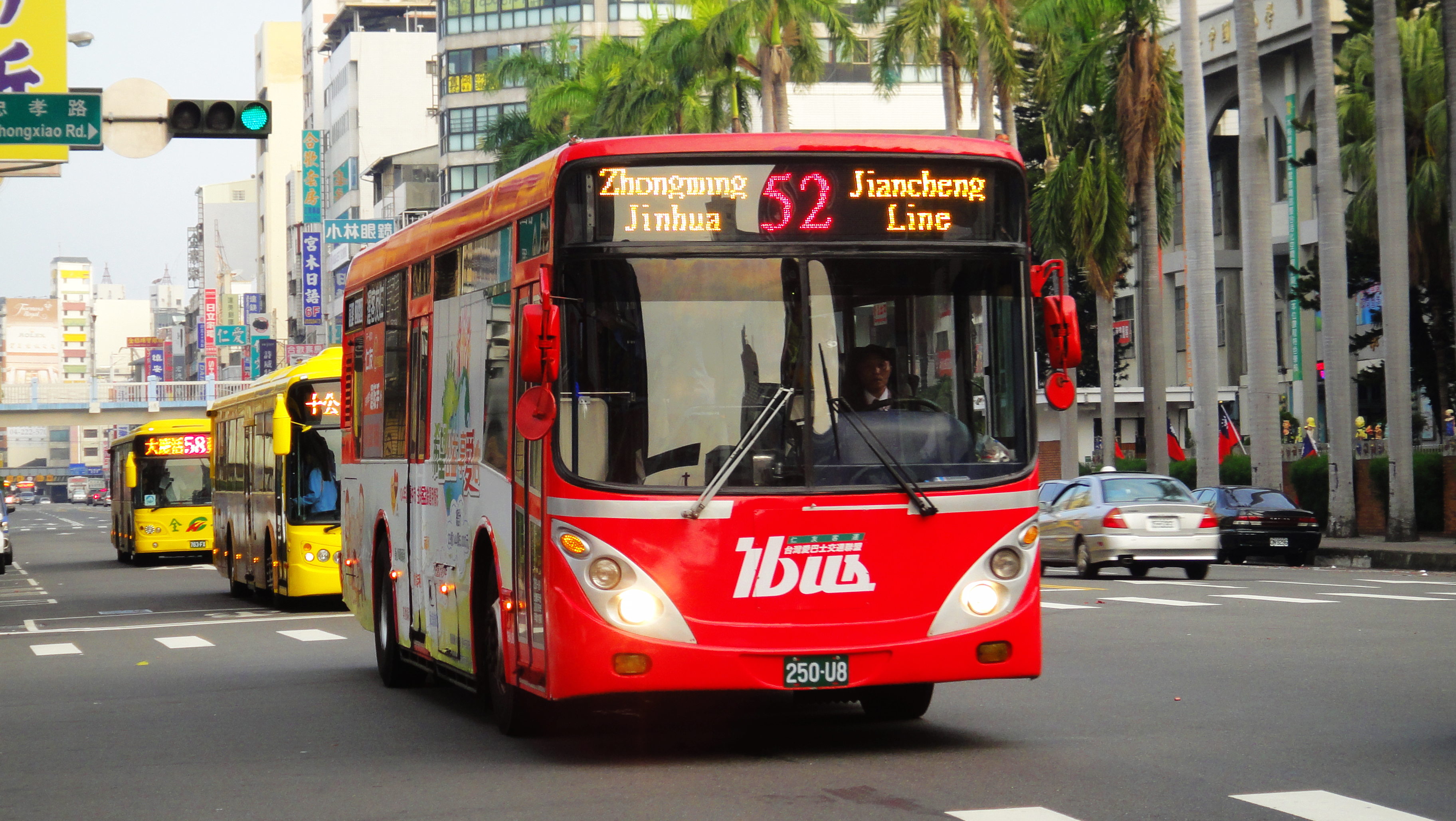
仁友客運 250-U8 行駛52路
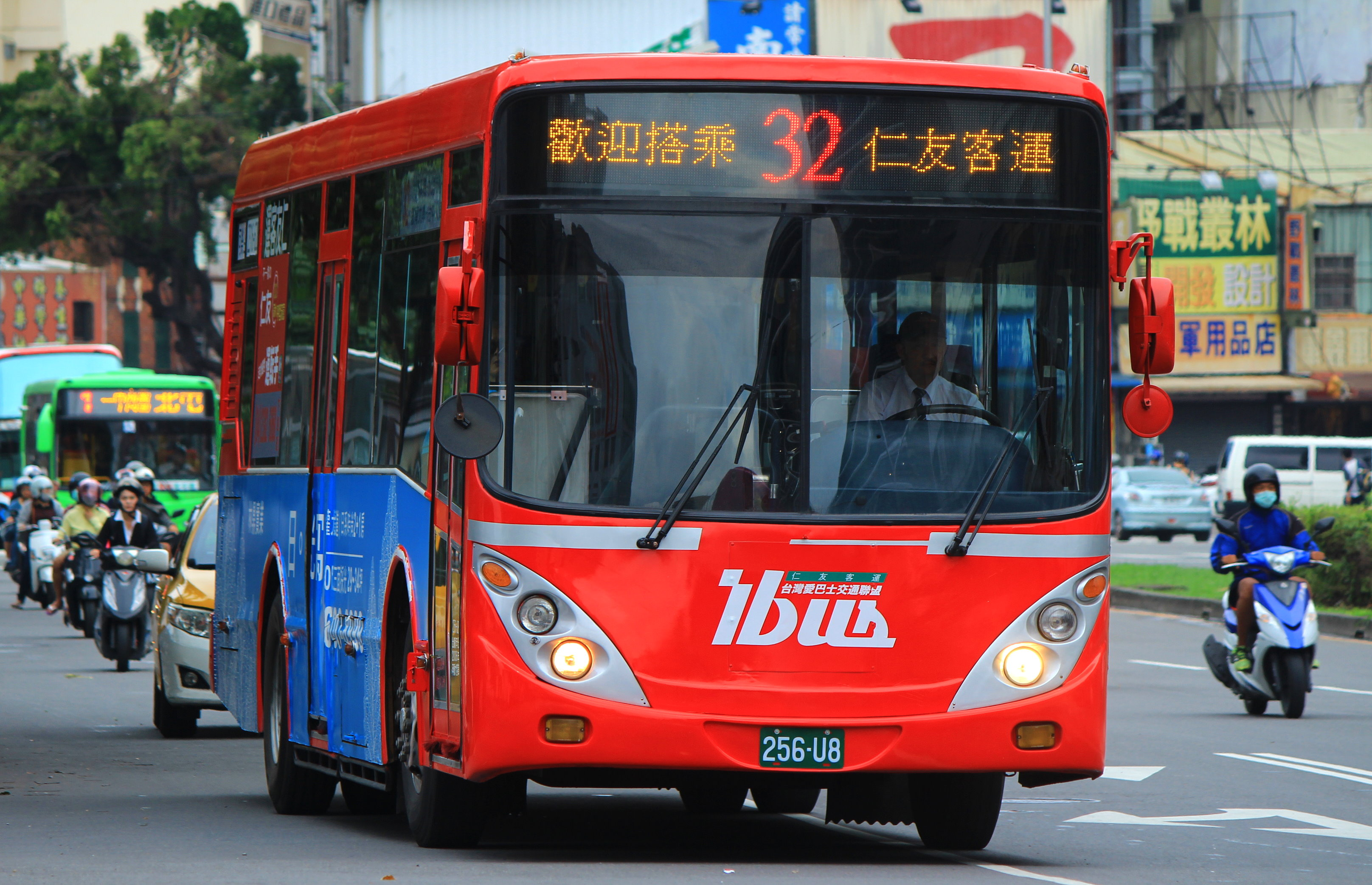
仁友客運前北客櫻花車
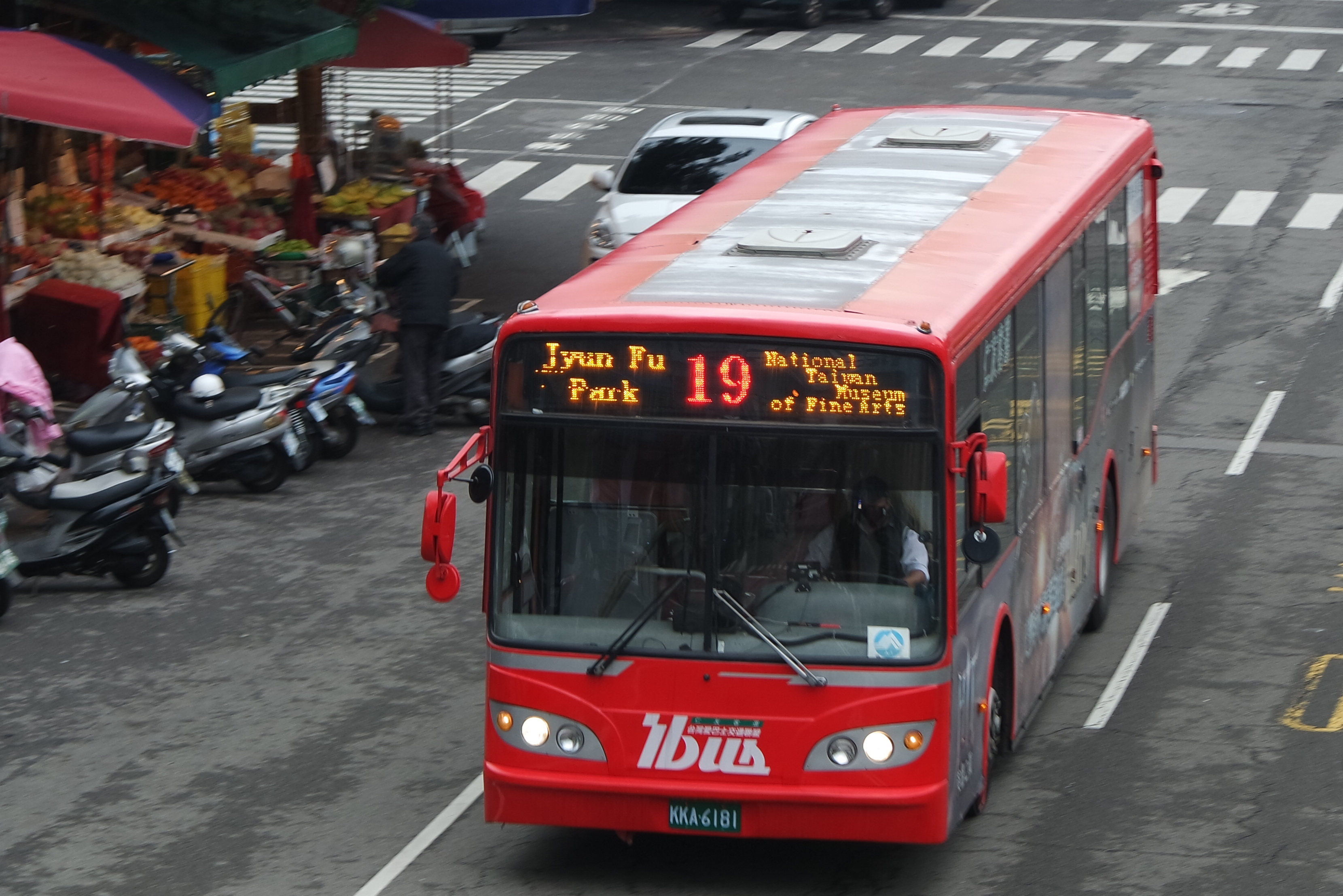
仁友客運19路
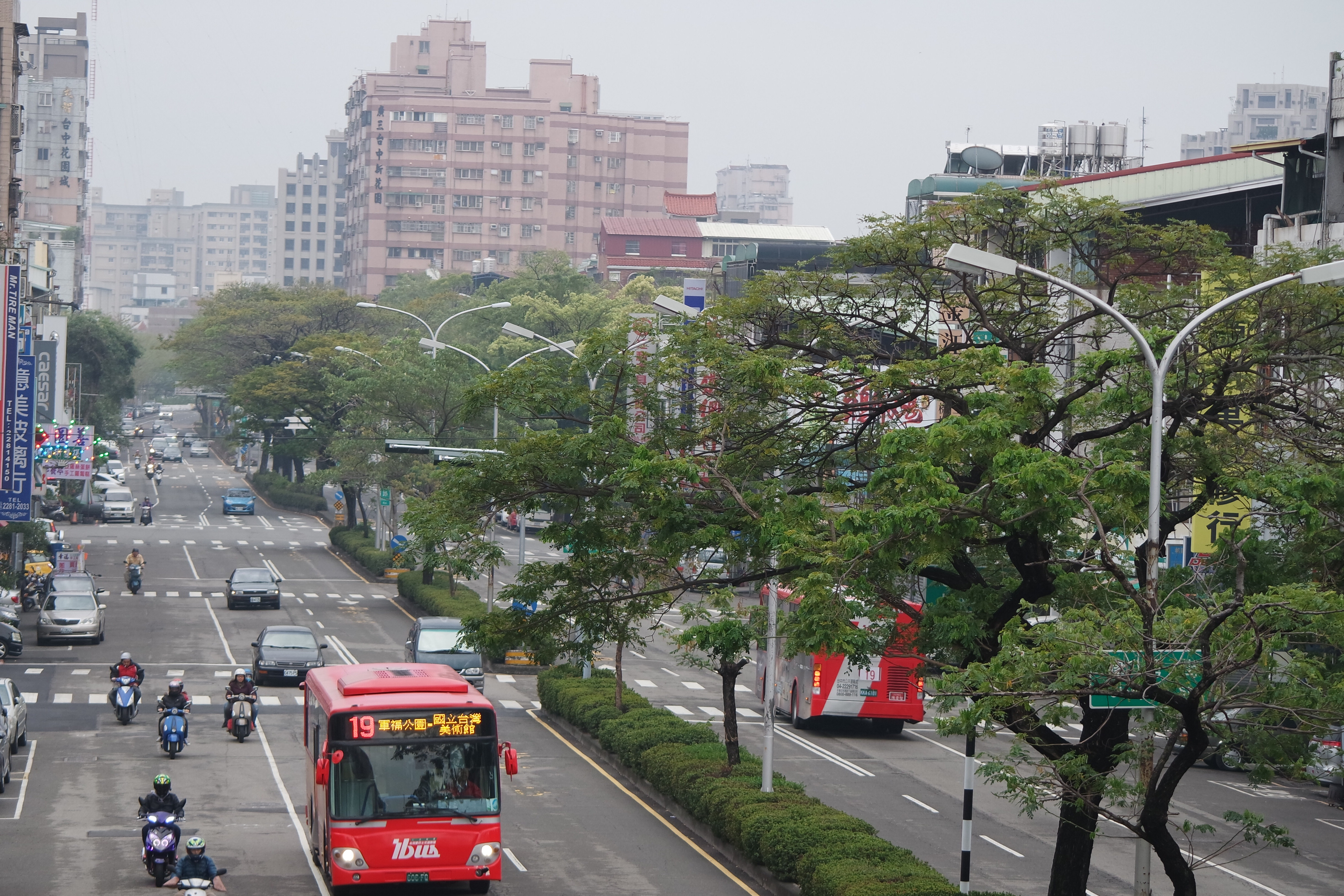
仁友客運19路
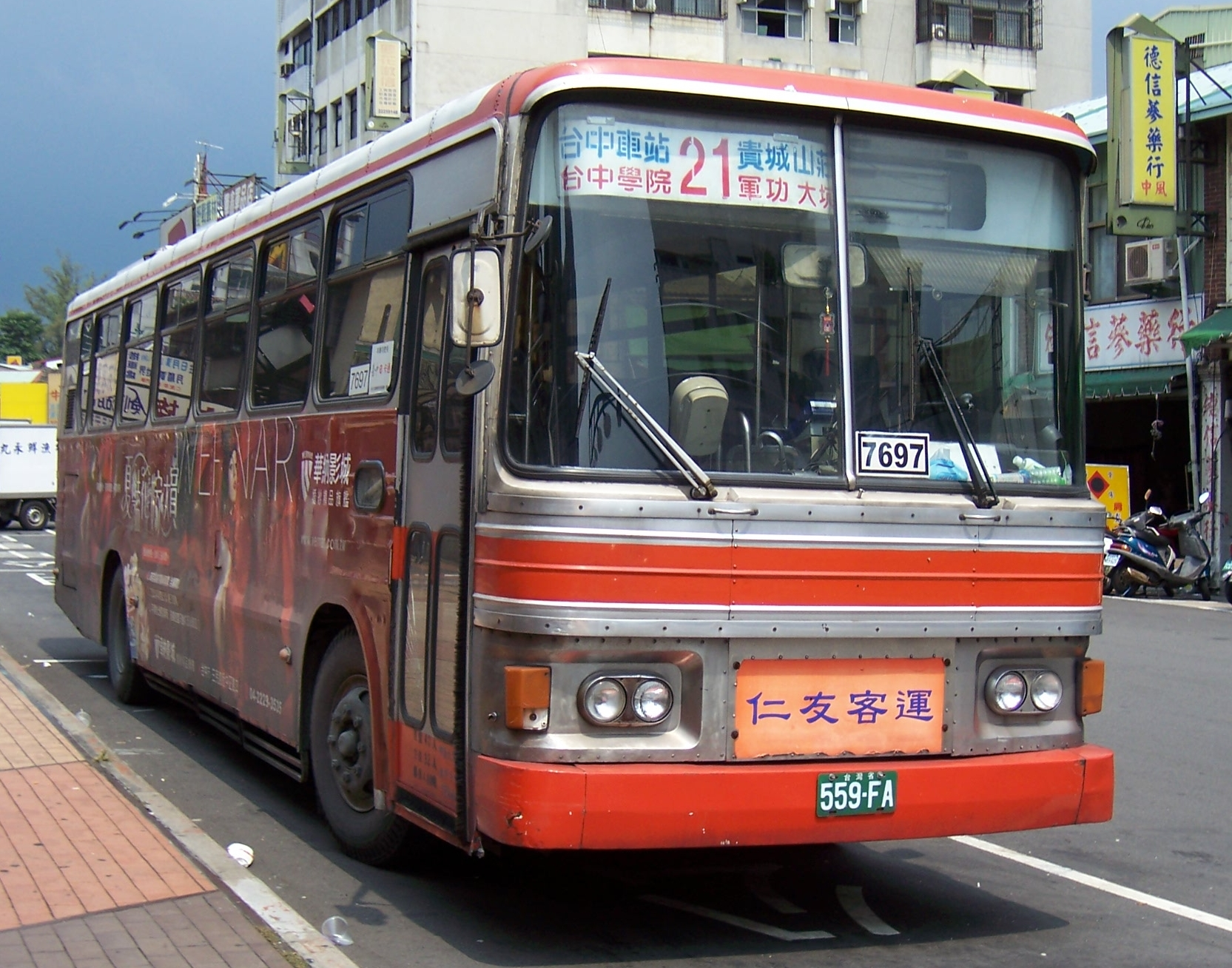
停在仁友客運綠川北站的仁友客運21線公車（採購自新店客運之二手車）
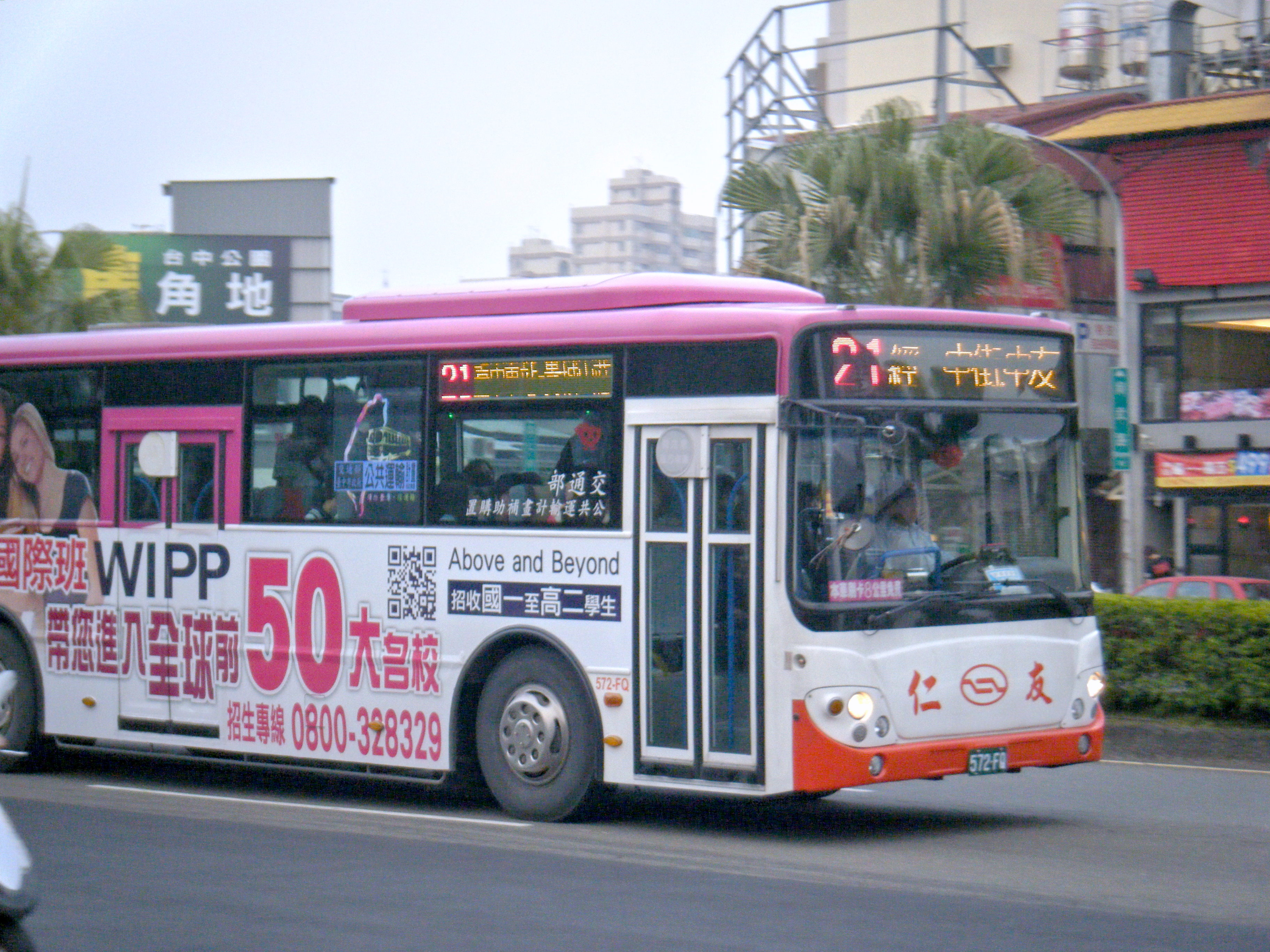
仁友客運台中市公車21路
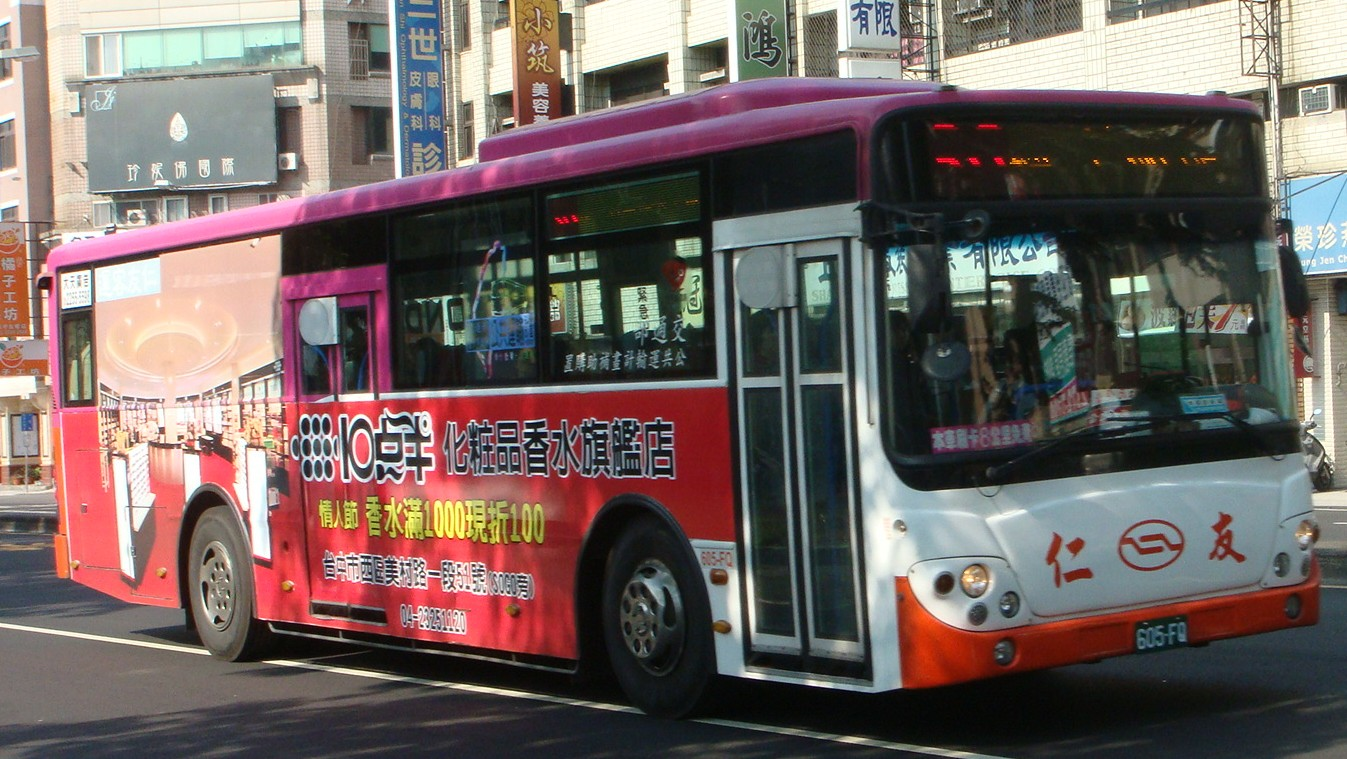
仁友客運台中市公車30路
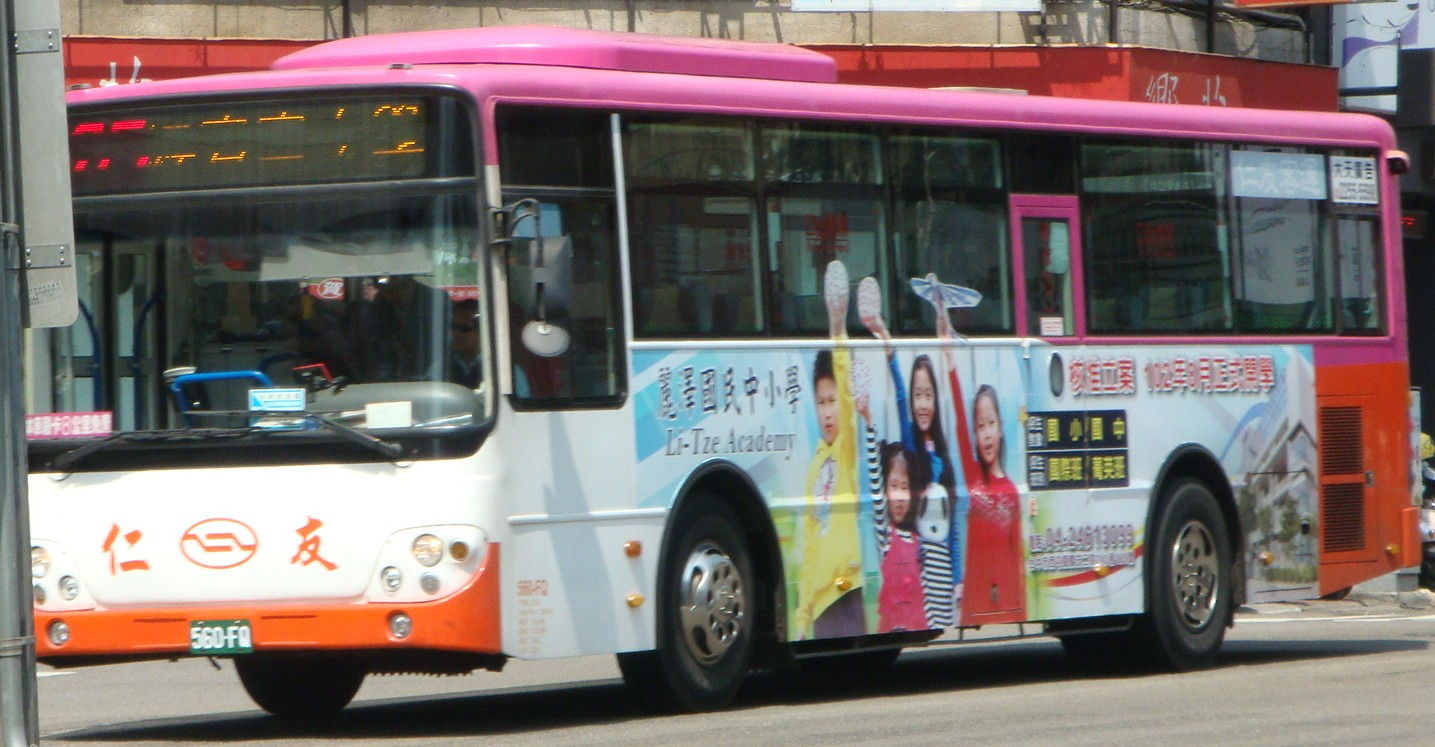
仁友客運台中市公車105路
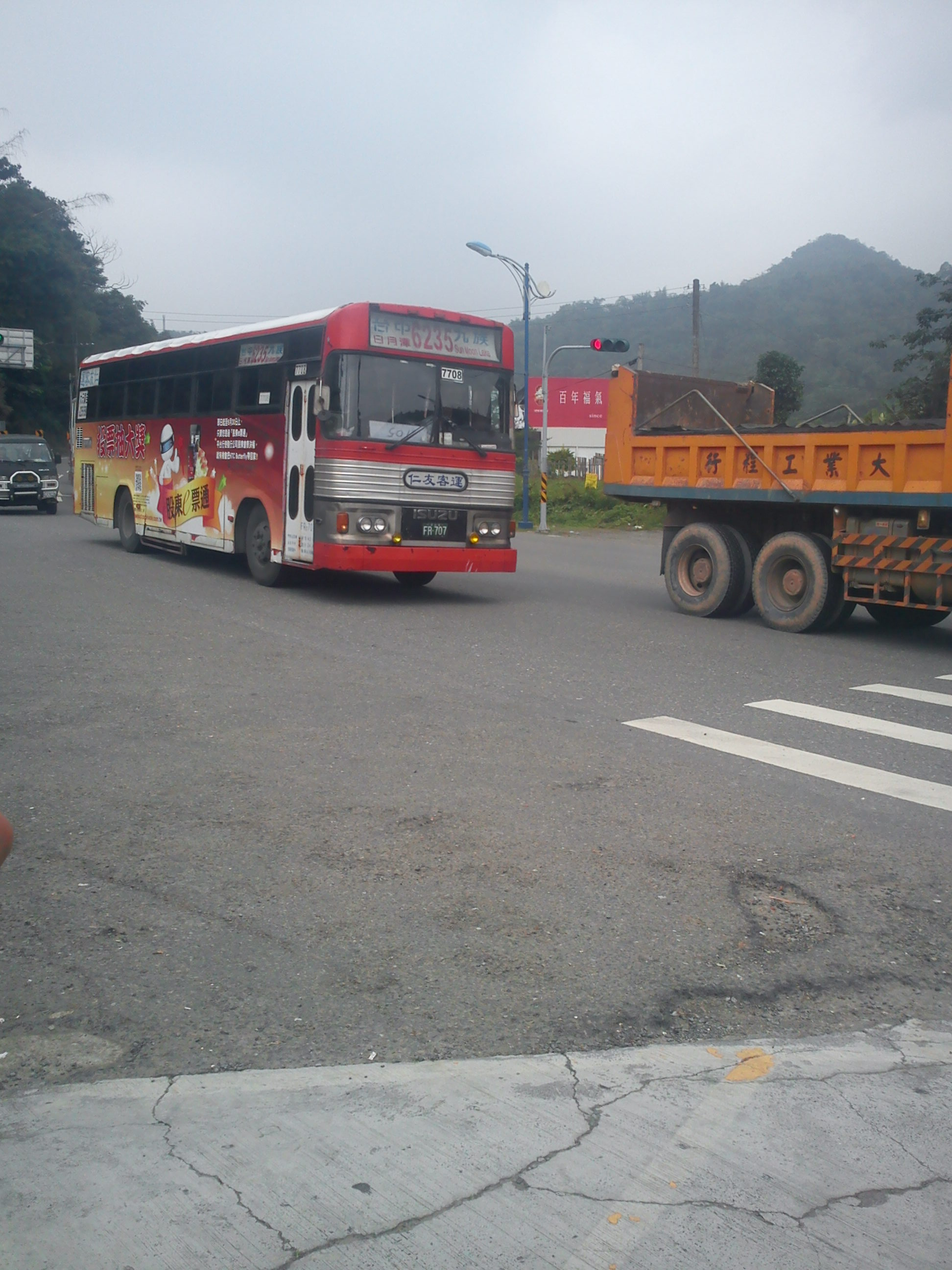
仁友客運6235路公車
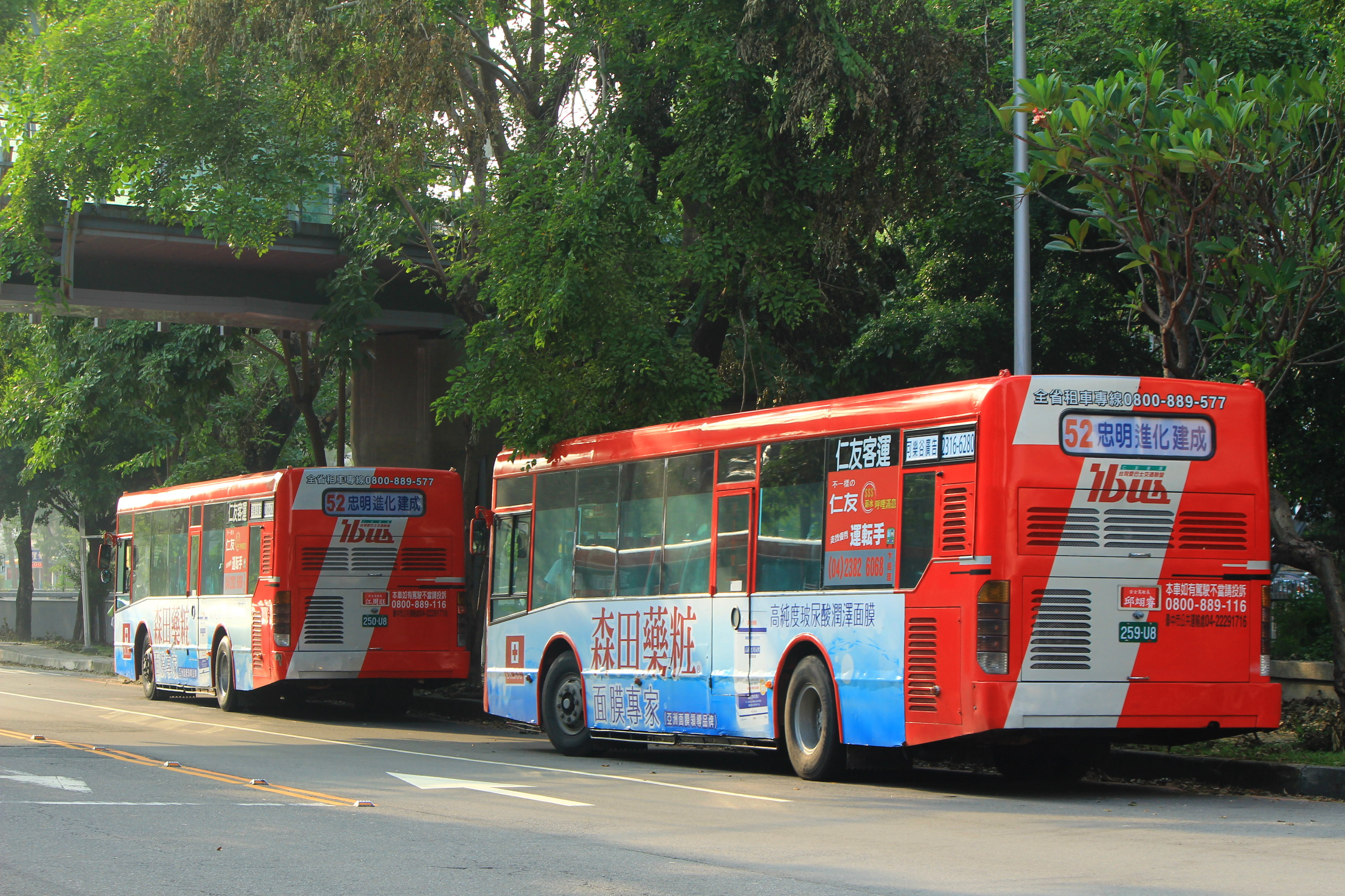
停於中興大學的52路櫻花車（長軸與短軸）

## 外部連結
- 台灣愛巴士交通聯盟 （页面存档备份，存于）
- 台灣愛巴士交通聯盟的Facebook專頁
- 台灣愛巴士 （页面存档备份，存于）在google+的頁面
- 台灣愛巴士的X（前Twitter）
- YouTube上的ibus・中鹿客運・仁友客運・漢程客運頻道
- 臺中市政府交通局